# 포베다산
포베다산(러시아어: Пик победы [pʲik pˠaˈbʲɛdˠɨ, 영어: Pobeda Peak), 젱이시초쿠수(키르기스어: Жеңиш чокусу, [dʒeŋiʃ tʃoqusú, Jengish Chokusu), 퉈무얼펑(중국어: 托木尔峰, 병음: Tuōmù'ěr Fēng)은 톈산산맥에서 가장 높은 산으로 중화인민공화국과 키르기스스탄의 국경에 위치한다.
이식쿨호의 남동쪽에 있으며 키르기스스탄에서 가장 높은 산이다. 러시아어, 키르기스어 산 이름은 "승리의 산"을 뜻하고 중국어 산 이름은 위구르어로 "철"을 뜻하는 퇴뮈르(Tömür)에서 파생된 이름이다.

## 같이 보기
- 한텡그리 봉